# Мельфійські конституції

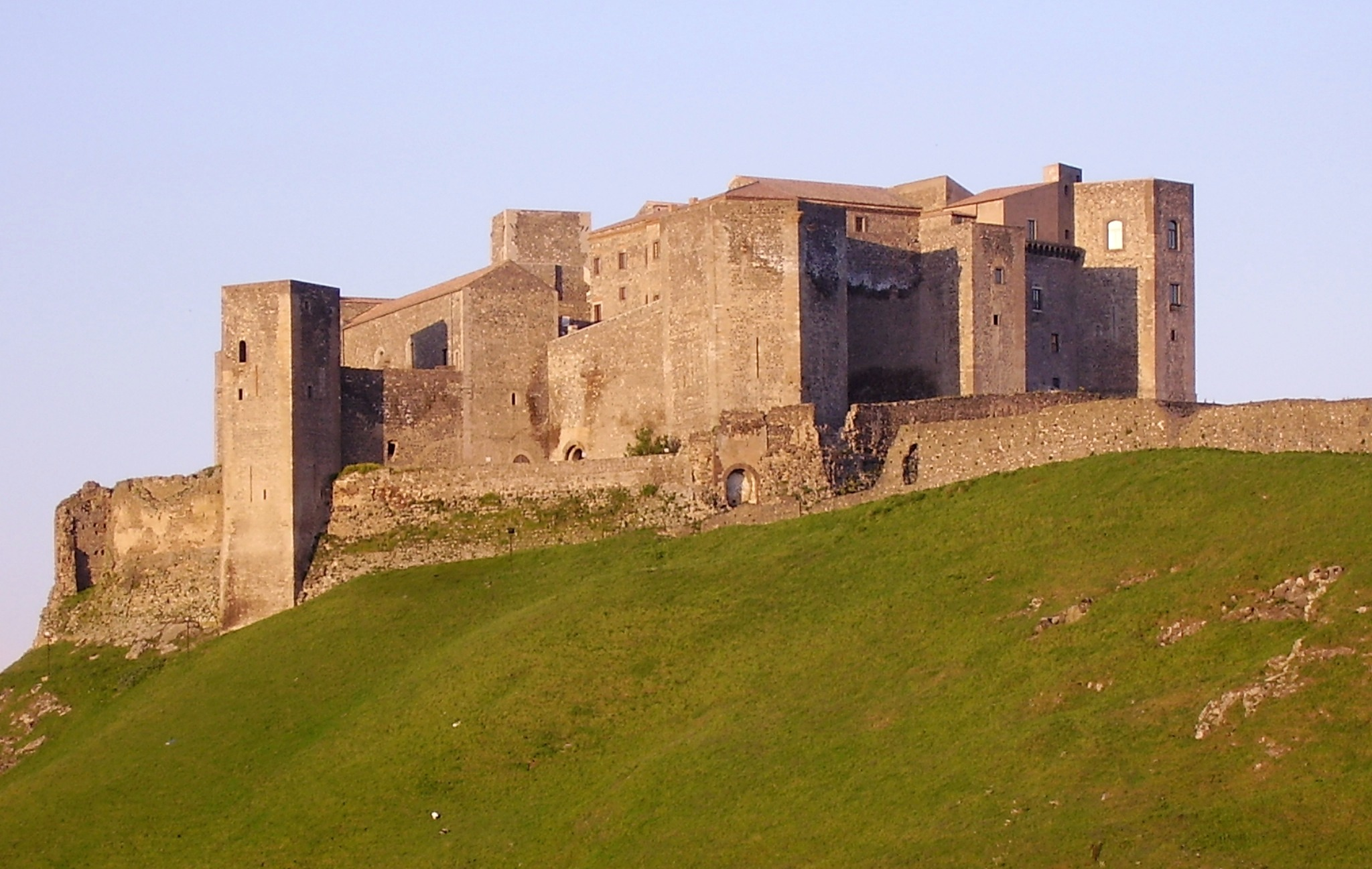
Замок Фрідріха II в Мельфі, де готувались і були оприлюднені Конституції

Мельфійські конституції або Лібер Аугасталіс (лат. Liber Augustalis) — юридичний кодекс Сицилійського королівства, оприлюднений 1 вересня 1231 року королем Сицилії і імператором Священної Римської імперії Фрідріхом II Гогенштауфеном в Мельфі, містечку, з якого норманські попередники Фрідріха вперше вирушили завойовувати Південну Італію за два століттям до того. Мельфійські конституції були розроблені шляхом реформи Капуанських асизів 1220 року, які самі, в свою чергу, постали шляхом переробки Аріанських асизів короля Рожера II від 1140 року. Мельфійські конституції склали основу сицилійського права на наступні шість століть.

## Опис
Вважається, що автором Конституцій є сам Фрідріх, хоча Джакомо Амальфітано, архієпископ Капуї, також мав вплив на їх розробку. Папа римський навіть дорікав йому за те, що він взяв участь у роботі над Мельфійськими конституціями і радив положення, що суперечили інтересам церкви. Традиційно цю роботу приписують також П'єру делле Віньє, але майже напевно відомо те, що, хоча Фрідріх, Джакомо та П'єр доклали до них свою руку, Конституції є продуктом довгих місяців роботи цілого колективу авторів.
Конституції були написані латиною і перекладені грецькою мовою ще до їх оприлюднення. Як і попередні сицилійські закони, вони мали застосовуватися до всіх народів королівства: норманів, лангобардів, греків, сарацинів, німців, євреїв.
Мельфійські конституції складаються з трьох Книг, які разом містять 253 статті:
- Перша книга стосується публічного права (107 статей, одна з них відсутня у всіх рукописах);
- Друга книга стосується судового процесу (52 статті);
- Третя книга стосується феодального, приватного та кримінального права (94 статті).

Мельфійські конституції, як і попередні Асизи, посилилювали владу короля і зменшували владу його феодалів. Тенденції централізації та бюрократизації законодавства, здійснені в Асизах Роджера II отримали через століття своє логічне продовження в Конституціях Фрідріха II. Конституції також продовжували підкреслювати сакральну роль і дане Богом право на правління монарха. Фрідріх II вказував у Конституціях: «ми, кого Він підняв понад людськими надіями на вершину Римської імперії, …».

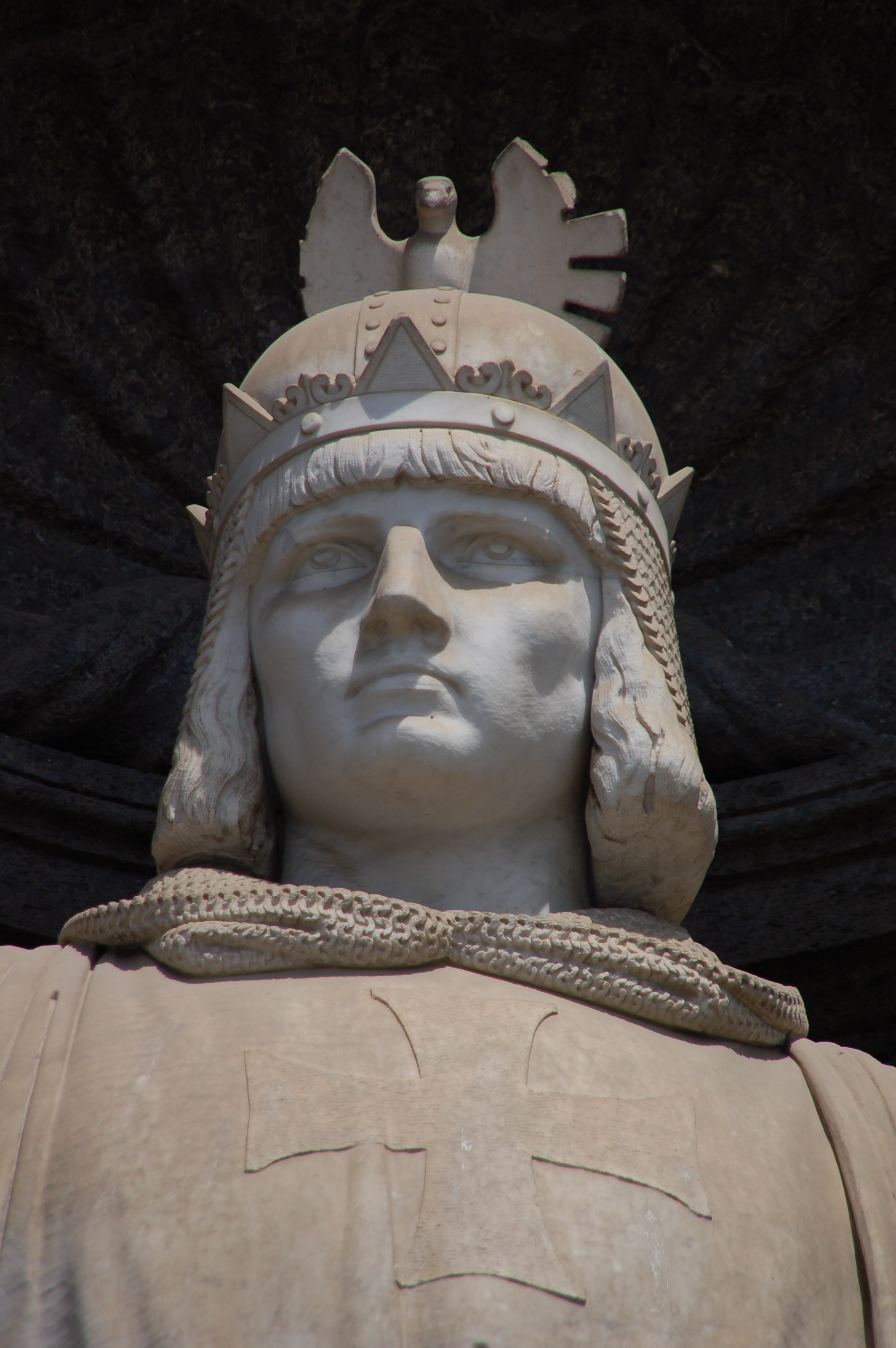
Статуя Фрідріха II у Королівському палаці в Неаполі

### Вплив на феодалів
У військовому плані Конституції забороняли в мирний час носити зброю без окремого дозволу. Щоб запобігти викликам королю зі сторони ненадійних баронів, які, безсумнівно, були не задоволені положеннями Конституцій, створювалась постійна сарацинська армія. Феодали країни зазнали серйозного впливу і в інших аспектах. Наприклад, був заборонений продаж феодальних володінь, що поклало край субфеодації і усі васали мали сплачувати податки та інші платежі.

### Вплив на церкву
У церковному плані Конституції, які вплинули на єпископів так само, як і на всіх великих землевласників, мали також і особливі наслідки. Священнослужителі були підпорядковані загальним судам. Їх позбавили також суду над єретиками, заборонили набувати землі і примусили продавати спадщини.

### Вплив на міста
Як і великі єпархії та баронства, міста також підлягали впливу централізованих законів, які позбавляли їх повноважень і робили їх більш прямо підпорядкованими не лише королю, а й його міністрам. Міста не могли стати комунами, як ними стали багато міст у Північній Італії, і їм було заборонено обирати своїх незалежних консулів або подеста під страхом розграбування. Як і феодальні володіння, міста були позбавлені прав кримінального судочинства, які були передані лише королю та його магістратам.

### Організація королівської адміністрації
Королівські магістрати або міністри стали більш важливим класом. До королівської служби залучалось все менше і менше феодалів, оскільки чиновницькі посади надавались незнатним вільним людям. Магістрати обиралися на рік до наступного затвердження і отримували платню від держави. Це зробило їх лояльними до короля та його адміністрації, оскільки вони були повністю залежні від волі короля. Важливими посадами в Королівстві були стародавній ammiratus ammiratorum (адмірал), великий протонотарій (логофет), великий камергер, великий сенешаль, великий канцлер, великий констебль і майстер юстиції. Останній був головою Великої Курії, суду короля (curia regis) і апеляційного суду. Magna Curia Rationum, відділ курії, виконував функції ревізійного відділу великої бюрократії. Крім цього, існував свого роду парламент, до складу якого входили не тільки барони, а й університети та простолюдини. Парламент не обговорював і не затверджував законодавчі акти, які мав ухвалювати і скасовувати лише король, а просто отримував їх та оприлюднював, даючи свої поради.

### Регулювання економіки
В економічному плані державні монополії встановлювалися на шовк, залізо та зерно. З іншого боку, тарифи на торгівлю в межах Королівства були скасовані. Однак торгові привілеї, надані раніше морським торговим республікам Пізі та Генуї, були скасовані. Вага та міри були рівномірно регулювані по всьому королівству.

### Судочинство
Нарешті, була підтверджена рівність усіх громадян перед законом. Конституції значною мірою знизили владу знаті та дотримувались римської традиції рівності перед законом: таким чином, усі вільні люди, усі громадяни, теоретично були рівними. Так само, на користь простолюдинів, Фредерік заборонив ордалії, наказавши своїм суддям використовувати замість цього «загальні методи доказування, які були введені як стародавніми законами, так і нашими конституціями». Конституції, зокрема, використовували розум і логіку, щоб відкинути забобонні основи цього випробування; наприклад, використання випробування розпеченим залізом було відкинуто, оскільки «природне тепло розпеченого заліза нагрівається і, що ще більш дурно, охолоджується без поважних причин», а випробування водою було заборонено через переконання, «що обвинувачений у злочині, який був встановлений лише його совістю, не буде сприйнятий стихією замерзання води, коли, по суті, саме утримання достатньої кількості повітря не дає йому зануритися». Фрідріх також заборонив вирішення судових процесів двобоєм сторін, наказавши надавати більшу вагу свідченням свідків, хоча винятки з цього були надані лицарям, а також у випадках, коли свідки були відсутні.

### Інші аспекти
Конституції також містять певні положення, що стосуються практики медицини. Фрідріх оголошував, що для того, щоб стати практикуючим лікарем, необхідно мати певний практичний досвід, якого не мали багато європейських лікарів з університетською освітою в 1231 році.

## Значення
За словами німецько-американського історика-медієвіста, Ернста Канторовича, Мельфійські конституції «є свідоцтвом про народження сучасної адміністративної держави». Історик XIX століття Якоб Буркгардт назвав Фрідріха «першою сучасною людиною на троні»

## Видання та переклади
- Powell, James M., ред. (1971). The Liber Augustalis, or Constitutions of Melfi Promulgated By the Emperor Frederick II for the Kingdom of Sicily in 1231. Syracuse University Press.
- Stürner, Wolfgang, ред. (1996). Die Konstitutionen Friedrichs II. für das Königreich Sizilien. Constitutiones et Acta Publica Imperatorum et Regum, vol. 2 (suppl.). Monumenta Germaniae Historica. Hanover: Hahnsche Buchhandlung. Архів оригіналу за 27 лютого 2015. Процитовано 2 грудня 2021.
- Constitutionum Regni Siciliarum (ed. 1773) [Архівовано 27 лютого 2017 у Wayback Machine.]